# Eriesthis fallax
Eriesthis fallax är en skalbaggsart som beskrevs av Hermann Burmeister 1844. Eriesthis fallax ingår i släktet Eriesthis och familjen Melolonthidae. Inga underarter finns listade i Catalogue of Life.